# Masters de Canadá 1999
El Abierto de Canadá 1999 (también conocido como 1999 du Maurier Open por razones de patrocinio) fue un torneo de tenis jugado sobre pista dura. Fue la edición número 110 de este torneo. El torneo masculino formó parte de los ATP World Tour Masters 1000 en la ATP. La versión masculina se celebró entre el 2 de agosto y el 8 de agosto de 1999.

## Campeones

### Individuales masculinos
Thomas Johansson vence a  Yevgeny Kafelnikov, 1–6, 6–3, 6–3.

### Dobles masculinos
Jonas Björkman /  Pat Rafter vencen a  Byron Black /  Wayne Ferreira, 6–4, 6–3.

### Individuales femeninos
Martina Hingis vence a  Monica Seles, 6–4, 6–4

### Dobles femeninos
Jana Novotná /  Mary Pierce vencen a  Larisa Neiland /  Arantxa Sánchez Vicario, 6–3, 2–6, 6–3.
| Predecesor: Canadá 1998 | Masters de Canadá 1999 | Sucesor: Canadá 2000 |